# Tarifa de Marsella

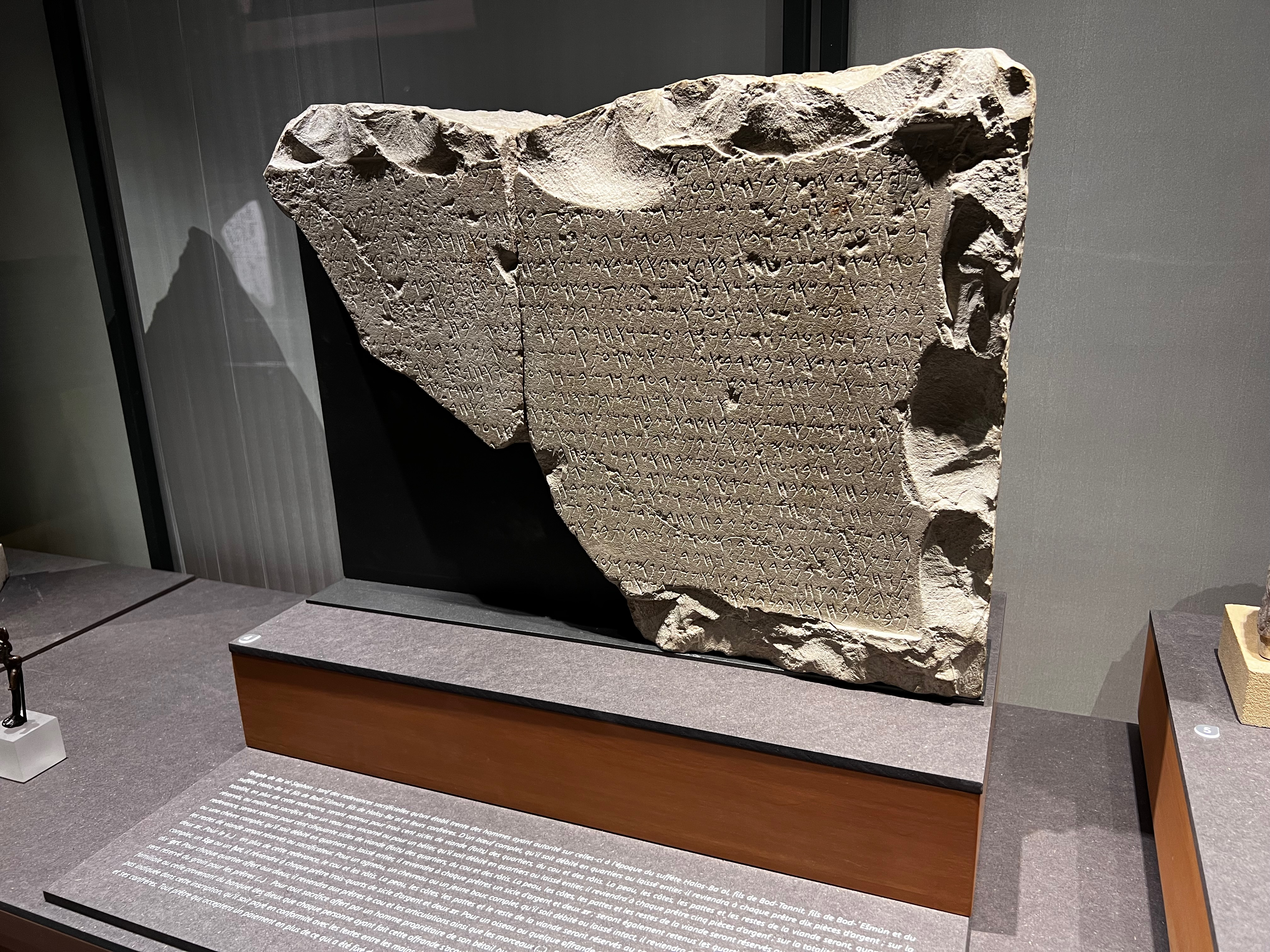
Tarifa de Marsella, Musée d'archéologie méditerranéenne, Marseille.

La Tarifa de Marsella és una inscripció cartaginesa tallada en pedra de caràcter administratiu i tarifari, datada al segle III aC. Aquest document epigràfic és considerat una prova de la presència fenícia al jaciment arqueològic púnic de l'actual Marsella.

## Història
La peça va ser descoberta el juny de 1845 al barri de la Catedral Major de Marsella, durant l'enderroc d'una casa propera. Un obrer la va trobar, juntament amb un altre objecte de caràcter arqueològic, i se la va endur. La notícia de la troballa va arribar a M. Lautard, membre de la Reial Acadèmia de Marsella, qui va pressionar les autoritats locals per tal que la compressin. Finalment, l'Ajuntament de Marsella la va adquirir.
Des de l'any 2019, la peça es conserva al Musée d'Archéologie Méditerranéenne (MAM) de Marsella, on es troba exposada. A més, la inscripció forma part del Corpus Inscriptionum Semiticarum, una col·lecció d'inscripcions epigràfiques semítiques publicada originalment en llatí. Al llarg dels anys, s'han realitzat nombrosos estudis sobre el seu significat i context.

## Descripció
La Tarifa de Marsella és una làpida de roca calcària que conté una inscripció gravada. Les seves dimensions són de 42,5 cm x 59 cm. La tècnica emprada per realitzar la inscripció és el gravat, consistent a extreure part de la superfície de la roca amb estris especialitzats per deixar les lletres incises.
L'inscripció original constava de 21 línies i 872 caràcters. Tanmateix, actualment només es conserven dos fragments, per la qual cosa es considera que manca una part important del text. Una particularitat destacable és la separació que es fa entre el títol i el cos del text mitjançant un interlineat més gran, la qual cosa indica una voluntat de jerarquitzar el contingut.
Pel que fa a l'escriptura, el text està redactat en púnic semiformal, amb una lletra clara i de dimensions considerables. Per establir una datació aproximada, s'han utilitzat criteris epigràfics basats en la forma de lletres com la shin, la mem o la lamed.

## Contingut

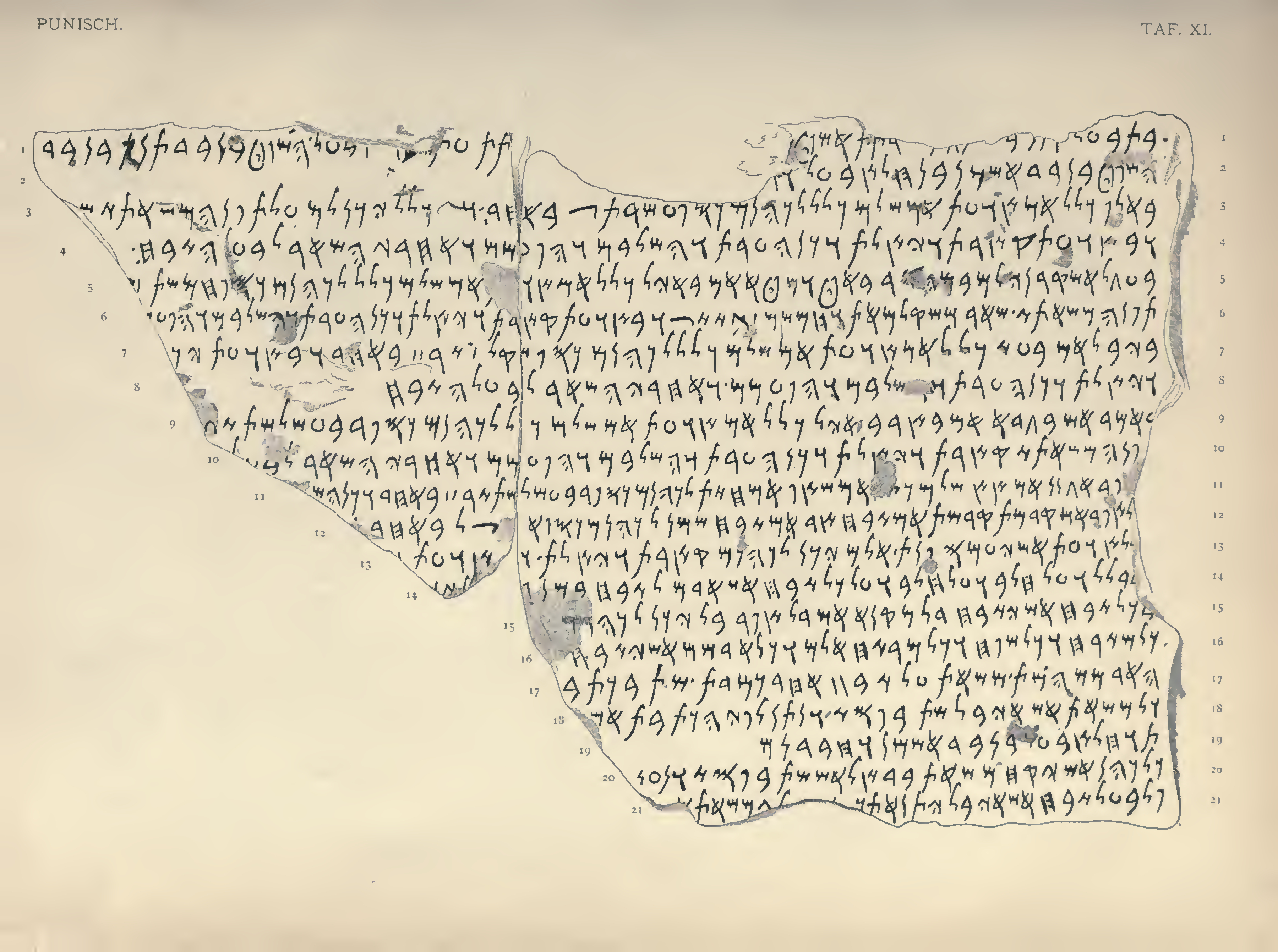
Transcripció de la Tarifa de Marsella, Lidzbarski's Handbuch der Nordsemitischen Epigraphik Table XI

La inscripció recull les tarifes que els ciutadans de Marsella havien d'abonar als sacerdots del temple de Ba‘al de la ciutat en concepte dels diversos sacrificis. S'hi especifiquen els imports a pagar per sacrificis de bou, vedella sense banyes, ovella amb banyes, cabra, xai o cérvol jove, ocell, primícies, sacrificis de joc o d'oli, pastís, llet o greix, entre d'altres. Les tarifes oscil·laven entre cinc i tres-cents xèquels, o bé consistien en parts concretes de l'animal sacrificat.
A més de les descripcions dels productes i tarifes, a la part final de la inscripció es regulen situacions específiques segons la condició de la persona que fa el sacrifici. Per exemple, s'hi estableix que en el cas de persones pobres no és exigible cap pagament.
Un fragment final del text fa referència a altres tarifes regulades en un text diferent, relatives als sacrificis efectuats per quatre grups: clans, famílies, grups d'homes que sacrifiquen i marzēahs (una classe privilegiada o confraria ritual).
Part del contingut de la inscripció no s'ha conservat, incloent-hi, per exemple, el passatge que establia la pena per als sacerdots que no respectessin les tarifes estipulades.

## Estudi i problemàtiques
Una de les principals dificultats que ha presentat la inscripció de Marsella és que mai s'ha pogut desxifrar ni traduir íntegrament, tot i els intents fets des del segle XIX a diferents països, com França i Alemanya. La raó principal és l'estat fragmentari de la peça, que impedeix la comprensió completa del text i la seva contextualització.